# Lex van der Lubbe

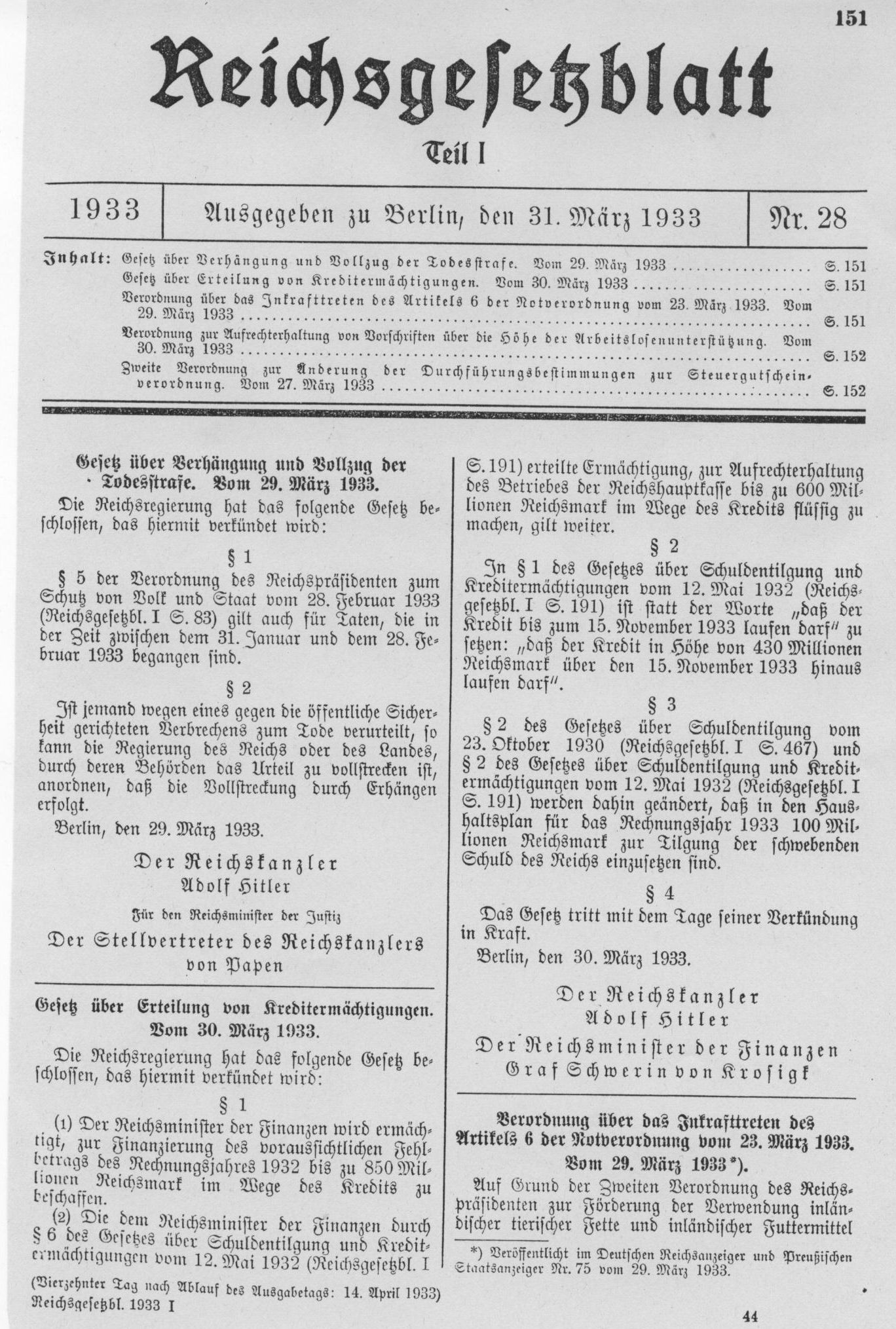
Reichsgesetzblatt vom 31. März 1933: Gesetz über Verhängung und Vollzug der Todesstrafe

Die Lex van der Lubbe ist die umgangssprachliche Bezeichnung für das Gesetz über Verhängung und Vollzug der Todesstrafe vom 29. März 1933. 
Der Name rührt daher, dass das Gesetz die Rechtsgrundlage für die Verhängung der Todesstrafe gegen Marinus van der Lubbe bildete, der am 28. Februar 1933 bei der Brandstiftung im Reichstag gefasst worden war. Es wurde eigens beschlossen, um diesen und seine Mitangeklagten zur Todesstrafe verurteilen zu können, obwohl sie zur Tatzeit noch nicht für Brandstiftung gegolten hatte.

## Inhalt und Geschichte
Die seit 28. Februar 1933 in Kraft stehende Reichstagsbrandverordnung hatte in § 5 eine Liste von Verbrechen enthalten, für die nicht wie bisher eine lebenslange Freiheitsstrafe, sondern die Todesstrafe zu verhängen war. Das am 29. März auf der Grundlage des Ermächtigungsgesetzes von der Regierung Hitler beschlossene Gesetz über Verhängung und Vollzug der Todesstrafe dehnte den Geltungszeitraum dieses § 5 rückwirkend auf den 31. Januar 1933 aus. Heute wird darin vielfach eine Durchbrechung des in Art. 116 der Weimarer Reichsverfassung garantierten Grundsatzes des Rückwirkungsverbots von Strafgesetzen (Nulla poena sine lege praevia) gesehen und auch schon damals zog die Verteidigung der Angeklagten im Reichstagsbrandprozess die Rechtmäßigkeit der Regelung in Zweifel. Die damalige höchstrichterliche Rechtsprechung kam im Rahmen ihrer Gültigkeitsprüfung jedoch zu dem Ergebnis, das Gesetz sei vereinbar mit Art. 116 WRV und auch sonst rechtlich nicht zu beanstanden. Die dahin führende Argumentation basierte dabei auf einer restriktiven, wortlautfokussierten Auslegung des Art. 116 WRV: Da die Norm im Wortlaut lediglich die Bestimmung einer generellen Strafbarkeit zum Tatzeitpunkt fordert, wurde sie alleinig als Verbot einer rückwirkenden Strafbegründung gesehen; rückwirkende Strafschärfungen hingegen sollten nicht in ihren Schutzbereich fallen. Damit konnte das Gesetz auf van der Lubbe angewendet werden, der vor Gericht bekannt hatte, am 27. Februar den Reichstag angezündet zu haben. Diese Interpretation des Reichsgerichts war allerdings keinesfalls ein Novum; vielmehr gab es schon lange vor der Machtergreifung einen diesbezüglichen Meinungsstreit im Schrifttum, bei dem eine solche restriktive Auslegung vertreten wurde.

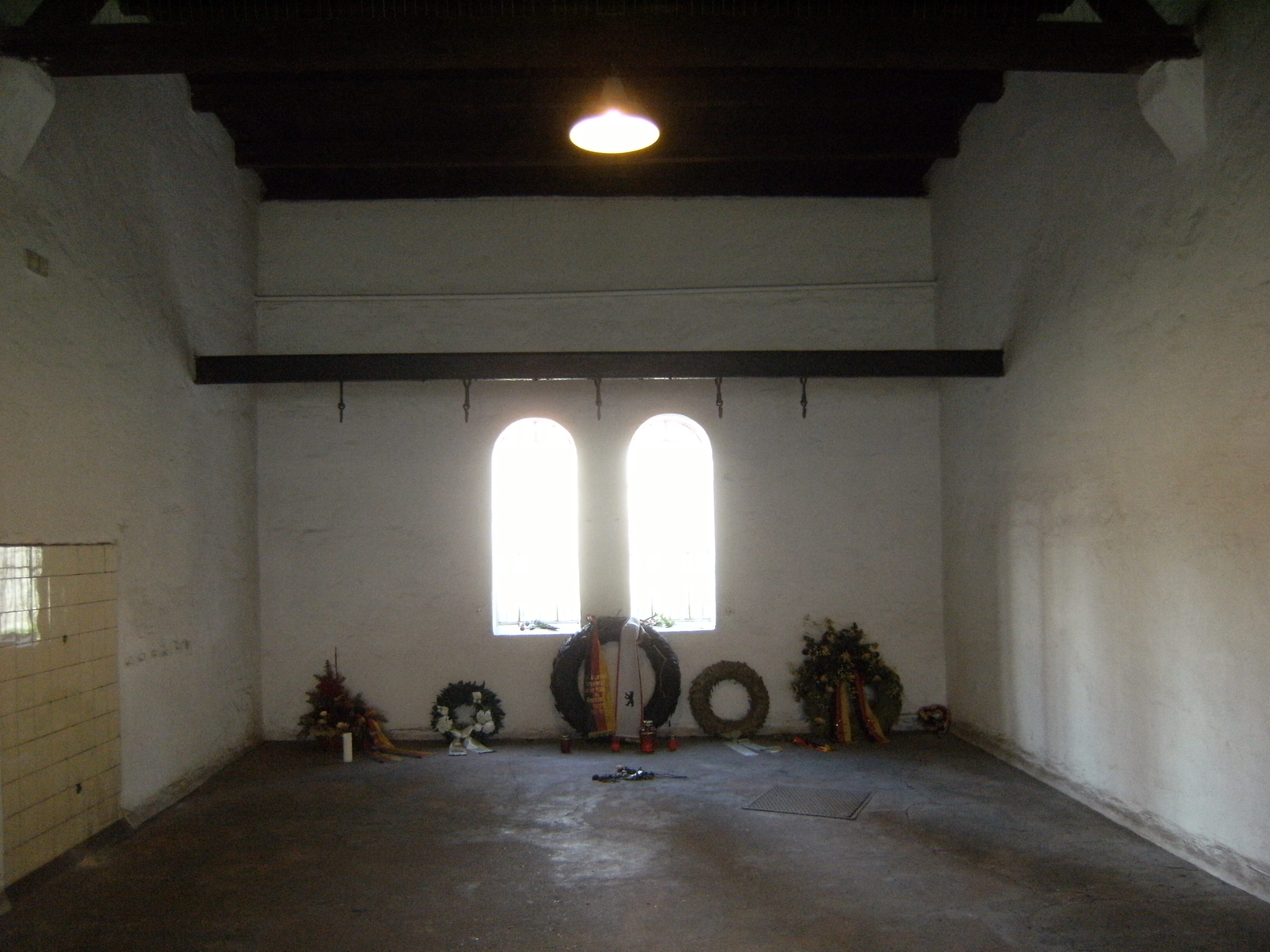
Hinrichtungsraum der Haftanstalt Berlin-Plötzensee mit Eisenschiene und Haken

Die Lex van der Lubbe ließ ferner wieder die Methode des Hängens zum Vollzug der Todesstrafe  zu, welche aus Sicht der Nationalsozialisten besonders unehrenhaft war. Seit Einführung des Reichsstrafgesetzbuchs von 1871 war als Hinrichtungsmethode im Deutschen Reich ausschließlich die Enthauptung vorgeschrieben gewesen (§ 13), welche in der Praxis  mittels Handbeil oder Fallbeil durchgeführt wurde. Die Mehrzahl der nördlichen Länder (etwa Preußen) gebrauchte bis Mitte der 1930er Jahre das Handbeil, andere Länder (etwa Bayern und Sachsen) Fallbeile. Trotz des Gesetzes über die Verhängung und den Vollzug der Todesstrafe  vom 29. März 1933 wurde die Methode des Hängens jedoch bis Ende 1942 im Kerngebiet des Deutschen Reiches nicht angewandt. Todesurteile von Militärgerichten wurden stattdessen durch Erschießung und die von Zivilgerichten durch Enthauptung (seit einem Führererlass vom 14. Oktober 1936 ausschließlich per Fallbeil) vollstreckt. Im Dezember 1942 wurden die führenden Mitglieder des „Schulze-Boysen/Harnack-Kreises“ auf Befehl Hitlers jedoch erhängt, worauf in Deutschland wieder regelmäßig Exekutionen auf diese Art durchgeführt wurden (z. B. nach dem 20. Juli 1944). Im Zusammenhang mit den zu erwartenden Todesurteilen wurde am 15. Dezember 1942 im Hinrichtungsraum der  Haftanstalt Berlin-Plötzensee eine Eisenschiene mit Fleischerhaken  angebracht, und bis Mitte 1943 wurden Vorkehrungen zum Vollzug der Todesstrafe durch Hängen auch in nahezu allen anderen zentralen Hinrichtungsstätten des Deutschen Reichs getroffen. Der Galgen wurde dabei zumeist im selben Raum wie das Fallbeilgerät installiert. Am 22. Dezember 1942 wurden Harro Schulze-Boysen um 19:05 Uhr und Arvid Harnack um 19:10 Uhr als Erste in Berlin-Plötzensee gehängt.
Am 30. Januar 1946 hob der Alliierte Kontrollrat mit zahlreichen weiteren Strafbestimmungen der nationalsozialistischen Zeit durch das Kontrollratsgesetz Nr. 11 auch dieses Gesetz auf.